# 麥列菲菲
麥列菲菲，CBE，GBS，JP，MD（英語：Felice Lieh Mak，1941年8月10日—），生於菲律賓，香港大學李嘉誠醫學院精神科醫生。前英基學校協會主席及前香港醫務委員會主席，曾任師訓與師資諮詢委員會主席、立法局非官守議員。

## 生平
麥列菲菲來自教育家庭，1941年日軍發動太平洋戰爭，列家移民到菲律賓。於菲律賓聖湯瑪斯大學醫科畢業，曾在英國執業，發現精神科更適合自己，故麥列菲菲選擇成為一精神科醫生，而放棄中學階段的理想職業（作家）。
1989年，麥列菲菲當選世界精神病學聯合會主席，是創會26年首位亞洲女性擔任此職。1971年，她開始在香港大學任教，1989年就任港大醫學院精神醫學系系主任兼講座教授，1991年升任港大醫學院院長。
2003年，就任香港醫務委員會主席一職，期間以保守立場行事，直至2011年退休。

## 醫療事故
1978年，麥列菲菲時為精神科醫生。麥列菲菲替病人曹彩珍進行腦電圖掃描後，遺下一段兩毫米斷針在病人左面頰。麥回應事件時指拔針是由另一護士負責；曹則曾斥麥說謊。曹婦一直飽受神經線痛楚、臉部腫脹等折磨，後於1998年自殺身亡，但並無證據顯示自殺事件與麥列菲菲有直接關係，而麥列菲菲亦未曾承認她需要負上任何責任。

## 新聞連結
- 1978年麥列菲菲替病人曹彩珍進行腦電圖掃描後，遺下一段兩毫米斷針在病人左面頰, 曹婦一直飽受神經線痛楚、 臉部腫脹等折磨，98年自殺身亡。 （页面存档备份，存于）
- 醫學會會長謝鴻興成功向法庭挑戰醫委會不公平條例後，醫委會形象再度插水。醫療政策評議會在2009年11月12日宣佈聯署向醫委會主席麥列菲菲施壓，逼她下台 （页面存档备份，存于）
- 麥列菲菲被要求主動辭去醫委會主席職務 強烈譴責不公義的醫委會 要求主席主動辭職 （页面存档备份，存于）

## 外部連結
- 香港大學介紹 （页面存档备份，存于）